# László Egyed
László Egyed [ˈlaːsloː ˈɛɟɛd] (* 12. Februar 1914 in Făgăraș; † 11. Juli 1970 in Budapest) war ein Geophysiker aus Ungarn. Er publizierte über 100 wissenschaftliche Artikel und 1956 das Fachbuch A Föld Fizikája, das als „Physik der festen Erde“ 1969 in deutscher Übersetzung erschien.
Egyed war ein Anhänger der Expansionstheorie der Erde, die in den 1970er-Jahren (unter anderem) von Samuel Warren Carey (1911–2002) weitergeführt wurde und teilweise eine Alternativhypothese zur Plattentektonik darstellt.
Egyed gab die jährliche Vergrößerung ihres Radius mit etwa 1 mm an (500 km seit dem Kambrium). Auf phänomenologischer Basis vertrat er damit geophysikalische Implikationen einer möglichen Abnahme der Gravitationskonstante bzw. von daraus folgenden Phasenübergängen im Erdinnern, deren Existenz inzwischen auf anderem Wege plausibel gemacht wurde.

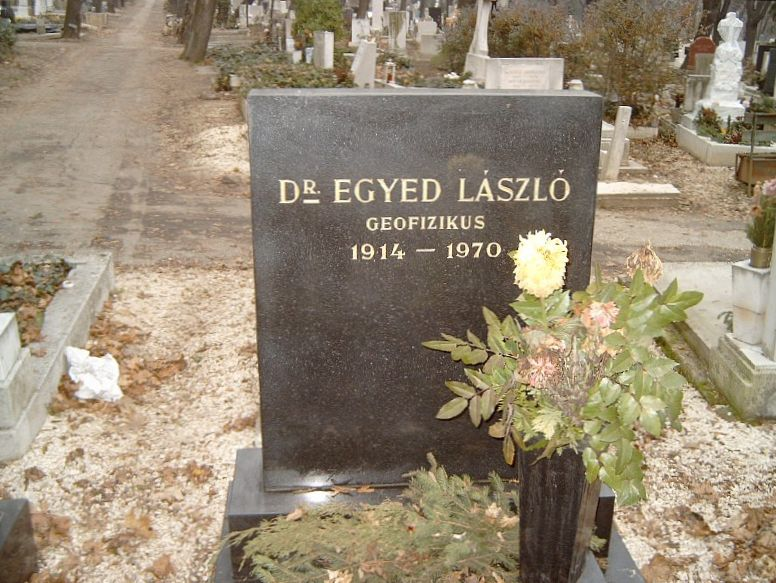
Sein Grab in Budapest

Nach Egyeds Tod wurde im Gedenken an seine weltweit anerkannten Forschungen die László-Egyed-Medaille gestiftet, mit der im Abstand von zwei bis drei Jahren wichtige Arbeiten aus der Geophysik prämiert werden.